# Rollin' Stone
Pour les articles homonymes, voir Rolling, Rolling Stones (homonymie), Stone et Catfish (homonymie).
Ne pas confondre avec Like a Rolling Stone, chanson de Bob Dylan.
Singles de Muddy Waters
Rollin' and Tumblin' Part 1/ Part 2
(1950) You're Gonna Need My Help I Said / Sad Letter Blues
(1950)
Rollin' Stone est une chanson de blues enregistrée par Muddy Waters en 1950. Il s'agit d'une adaptation de Catfish Blues, un blues traditionnel du Mississippi des années 1920, enregistrée par Robert Petway en 1941. La chanson a connu diverses formes et différents titres au cours de son histoire.
La chanson a remporté un Grammy Hall of Fame Award et a été classée 459e parmi les « 500 plus grandes chansons de tous les temps » par le magazine Rolling Stone, qui lui doit son nom, de même que le groupe de rock britannique The Rolling Stonesqui la reprend en 2023. Les titres Catfish Blues de Robert Petway et Rollin' Stone de Muddy Waters sont tous deux intronisés au Blues Hall of Fame de la Blues Foundation dans la catégorie « Enregistrement classique du Blues — Single », respectivement en 2014 et 2019.

## Premières versions
En 1928, Jim Jackson enregistre Kansas City Blues, Parts 3 et 4, une suite à son succès Jim Jackson's Kansas City Blues Parts 1 and 2. Les paroles comprennent le vers :
I wished I was a catfish swimming down in the sea
I'd have some good woman fishing after me
Plusieurs autres chansons anciennes explorent également des variations sur le thème du poisson-chat et/ou de la pêche.
En 1941, Tommy McClennan et son partenaire occasionnel, Robert Petway, enregistrent chacun des versions pour Bluebird Records. Celle de Petway, enregistrée le 28 mars 1941, est la première intitulée  Catfish blues (Bluebird B8838). Elle est parfois citée comme la base du Rollin' Stone de Muddy Waters. Au contraire, selon un biographe « ils chantaient Catfish Blues depuis des années dans le Delta, mais cela ne ressemblait jamais à Rollin' Stone ». La version de McClennan, intitulée Deep Sea Blues, est enregistrée le 15 septembre 1941 (Bluebird B9005).

## Rolling Stone
Aux États-Unis, l'ancienne expression populaire « Rolling Stone », datant du début du XVIIe siècle, désigne « un randonneur, un vagabond, un bon à rien ». Elle est dérivée du dicton « Pierre qui roule n'amasse pas mousse (en) », que l'on trouve dans un couplet de Five Hundred Points of Good Husbandry de Thomas Tusser (1573) :
The stone that is rolling can gather no moss ;
For master and servant oft changing is loss.
Dans le style blues, on retrouve ces mots dans les paroles de Dad's Blues de Sylvester Weaver (1927), dans le titre Rolling Stone (part 1 & 2) enregistré par Robert Wilkins en 1928 et dans My Heart's A Rolling Stone de Jesse "Babyface" Thomas (1930). Auparavant, elle est déjà utilisée dans les titres d'autres genres musicaux comme A Rollicking Rolling Stone de Peter Dawson (1919), Carolina Rolling Stone de Vernon Dalhart (1921), I am Just a Rolling Stone d'Earl Burtnett (1927) ou A Rolling Stone de Tex Morton (1949).

## Muddy Waters
Rollin 'Stone a été identifiée (avec Walkin' Blues, la face B du single) comme l’une des premières chansons que Muddy Waters ait appris à jouer, et une de ses préférées à ses débuts.
Qualifié de « morceau monocorde sombre et peu coloré » (a brooding, minor-hued drone piece), Rollin' Stone est un blues au tempo modéré, voire lent, à quatre mesures (4/4), en clef de mi. Bien que la section instrumentale utilise les accords IV et V, les sections vocales restent sur l'accord I, donnant à la chanson une qualité modale souvent présente dans les chansons de Delta blues. Muddy Waters ajoute les paroles suivantes aux vers traditionnels de Catfish blues :
Well my mother told my father just before I was born
I got a boy child comin', gonna be, gonna be a rollin' stone
Sho' enough he's a rollin' stone
Contrairement à la plupart de ses premiers enregistrements, qui ont un accompagnement de basse ou d'autres instruments, Rollin' Stone est une performance solo de Muddy Waters au chant et à la guitare électrique. Elle comporte « beaucoup d'espace vide... empreint du pouvoir d'une pause, de laisser la note suspendue dans l'air, dans l'attente de la suivante ».
Rollin' Stone est le premier disque de Muddy Waters édité par Chess Records, et le deuxième en tout pour ce label (les précédents étaient sur Aristocrat Records),. Il s'est vendu à 70 000 exemplaires.

### Still a Fool
Bien que Rollin' Stone se soit suffisamment vendu pour que Muddy Waters puisse quitter son emploi, la chanson n'entre pas dans les classements des  meilleures ventes de disques. En 1951, il utilise le motif de guitare de Rollin' Stone pour Still a Fool. Cette chanson rencontre plus de succès, se classant numéro 9 dans les charts rhythm & blues. Plutôt qu'un jeu en solo, Muddy Waters (guitare et chant) est ici accompagné de Little Walter (seconde guitare) et de Leonard Chess (grosse caisse). Les versions suivantes de Rollin' Stone ou Catfish Blues utilisent souvent des paroles de Still a Fool (parfois appelées Two Trains Running après le premier couplet).

### Influence et reconnaissance
Selon le critique musical Robert Palmer, le groupe anglais de blues rock The Rolling Stones et le magazine musical Rolling Stone ont tiré leur nom de la chanson. Cependant, le rédacteur en chef du magazine Jann Wenner a expliqué : «Le nom de celui-ci (le magazine) est Rolling Stone, qui vient du vieux dicton : "A rolling stone gathers no moss" ("pierre qui roule n’amasse pas mousse"). Muddy Waters a utilisé ce nom pour une chanson qu'il a écrite ; les Rolling Stones ont tiré leur nom de la chanson de Muddy (ceux-ci la reprendront à leur compte en 2023 sur l'album Hackney Diamond), et Like a Rolling Stone était le titre du premier disque de rock and roll de Bob Dylan.»
En 2000, elle est récompensée d'un Grammy Hall of Fame Award. En 2004, elle est classée 459e dans la liste des « 500 plus grandes chansons de tous les temps » du magazine Rolling Stone, avec trois autres titres de Muddy Waters.
Catfish Blues de Robert Petway est intronisée au Blues Hall of Fame de la Blues Foundation en 2014 dans la catégorie « Enregistrement classique du Blues — Single ». Rollin' Stone par Muddy Waters y fait son entrée en 2019.

## Reprise des Rolling Stones
Pistes de Hackney Diamonds
Sweet Sounds of Heaven
(11)
Le groupe anglais de blues rock The Rolling Stones, qui s'intitulait au début Rollin' Stone tire son nom de la chanson. En effet, les membres étaient des grand amateurs du blues américain comme Muddy Waters, Chuck Berry ou Willie Dixon et ont commencé leur carrière par des reprises de ces standards avant de s'imposer comme auteurs-compositeurs à part entière. Plus de soixante ans plus tard après ses débuts en 1962, le groupe enregistre pour la première fois sur disque leur version de la chanson Rollin' Stone, renommée Rolling Stone Blues, durant les sessions de l'album Hackney Diamonds en hiver 2022-2023 qui sort en octobre 2023. La prise de son et le mixage de cette version se veut un hommage à la version d'origine. C'est la seule reprise de l'album.

### Personnel
- Mick Jagger : chant, harmonica
- Keith Richards : guitare
- Ronnie Wood : guitare
- Andrew Watt : production

## Autres interprétations
En 1966, sur sa reprise de Cat’s Squirrel de Doctor Ross, Cream enregistre une partie instrumentale avec le thème de Catfish Blues joué a l'harmonica, sur le LP Fresh Cream.
En 1967, Jimi Hendrix utilise Rollin' Stone (ainsi que Still a Fool) pour son Catfish Blues en hommage à Muddy Waters, chanson intégrée dans les albums BBC Sessions et Blues. Deux des morceaux emblématiques d'Hendrix, Voodoo Chile et Voodoo Child (Slight Return), sont développés à partir de ce Catfish Blues.
Johnny Winter a donné à la chanson un traitement comparable pour son album de 1968 The Progressive Blues Experiment.
Sur son premier album en 1969, le groupe Taste joue une version de la chanson simplement intitulée Catfish.
Humble Pie a repris la Rollin' Stone pour ses albums de 1971, Rock On (en) et Performance Rockin' the Fillmore.
En 1993, Paul Rodgers l’enregistre avec Jeff Beck pour Muddy Water Blues: A Tribute to Muddy Waters.
Parmi nombreux les artistes ayant interprété cette chanson, sous une forme ou une autre, on peut citer également :

### Catfish blues
- Lightnin' Hopkins (1962)
- Canned Heat (1967)
- Earl Hooker (1970)
- Gov't Mule (2002)
- Popa Chubby (2006)

### Rollin' Stone
- Tim Hardin (1964)
- Big Mama Thornton (1974)
- Gregg Allman (2011)

### Fishin' After Me
- B. B. King (1960)